# Niuksenitia
Niuksenitia este un gen dispărut de biarmosuchian din familia Burnetiidae, care face parte din ordinul terapsidelor. Specia tip a acestuia, Niuksenitia sukhonensis, a fost descrisă în 1977 de paleontologul sovietic Leonid Petrovici Tatarinov⁠(en)[traduceți]. Reconstituirea ei se bazează pe exemplarul holotip (PIN 3159/1) descoperit în stratele geologice ale permianului târziu din Rusia, în raionul Niuksenski, pe malul râului Suhona, de la care își trage numele. Fosila constă dintr-un craniu fragmentar, cuprinzând doar osul occipital, regiunea auriculară și osul palatin, ceea ce o face greu de interpretat.